# Sanhe (köpinghuvudort i Kina, Jilin Sheng, lat 42,48, long 129,74)
Sanhe (kinesiska: 三合, San-ho-ts’un, 三合镇) är en köpinghuvudort i Kina. Den ligger i provinsen Jilin, i den nordöstra delen av landet, omkring 400 kilometer sydost om provinshuvudstaden Changchun. Antalet invånare är 3 774. Befolkningen består av 1 804 kvinnor och 1 970 män. Barn under 15 år utgör 2,0 %, vuxna 15-64 år 83 %, och äldre över 65 år 14,0 %.
Runt Sanhe är det ganska tätbefolkat, med 166 invånare per kvadratkilometer. Det finns inga andra samhällen i närheten. Trakten runt Sanhe består till största delen av jordbruksmark.
Genomsnittlig årsnederbörd är 924 millimeter. Den regnigaste månaden är juli, med i genomsnitt 212 mm nederbörd, och den torraste är januari, med 12 mm nederbörd.